# Котович Іван Іванович
Кото́вич Іва́н Іва́нович (*7 вересня 1969, Любомль, Волинська область) — український поет, член Національної спілки письменників України.

## Біографія
Народився 7 вересня 1969 року в місті Любомль Волинської області. Закінчив місцеву середню школу № 1 (1986), заочно Луцьке культурно-освітнє училище за спеціальністю «бібліотечна справа» (1989), Львівський електротехнікум зв'язку за спеціальністю «поштовий зв'язок» (1997), філологічний факультет Волинського національного університету ім. Лесі Українки (2009).
Член Народного руху України з 1990 року. У 1998—2010 роках — депутат Любомльської міської ради трьох скликань.
Член Волинської обласної організації Національної спілки письменників України з 4 червня 2009 року.

## Творчість
- Автор поетичних збірок:
  - «Ходімо зі мною» (1993);
  - «Ще не казка, уже й не будень» (2001);
  - «З нічних глибин скрадається світанок» (2002);
  - «Передвістя зоряних доріг» (2003);
  - «Одинокий Всесвіт» (2004);
  - «Сьогодення» (2019).
- літературознавчого дослідження «Єсєнін і Україна. Поезія Сєргєя Єсєніна в українських перекладах»[1].

## Нагороди
Іван Котович — призер першого обласного поетичного конкурсу «Неповторність» (2003), лауреат районної літературно-мистецької премії імені Власа Мизинця (1991).